# Alex Harris
Alex Harris (* 31. August 1994 in Edinburgh) ist ein schottischer Fußballspieler. Der Mittelfeldspieler spielt bei Berwick Rangers. Er ist ein Nachkomme des Fußballspielers James Dunn der in den 1920er und 1930er bei Hibernian Edinburgh und dem FC Everton spielte.

## Vereinskarriere
Alex Harris, der in Edinburgh geboren wurde, spielte zunächst für den Civil Service Strollers, der einige Male am Schottischen Pokal teilnehmen konnte. Im Sommer 2003 wechselte er zu Hibernian Edinburgh, wo er weiterhin in der Jugend spielte. Unter Pat Fenlon dem Trainer der Hibs in der Saison 2012/13, sollte Harris sein Debüt in der Premier League gegen den FC Dundee geben. Im heimischen Stadion an der Easter Road kam der Defensivspieler in der 88. Spielminute für Paul Cairney ins Spiel. In derselben Spielzeit konnte Harris im Halbfinale des Schottischen Pokals sein erstes Tor für die Hibees erzielen. Neben den Treffer zum 1:0 legte er das 2:0 durch Leigh Griffiths vor und wurde zum Spieler des Halbfinals gewählt.  Zu Beginn des Jahres verlor der 18-Jährige seinen Vater Kenny, der an einem Gehirntumor verstorben war. Das erste Profitor, das er gegen den FC Falkirk erzielte, widmete er diesem. Im Endspiel des Pokals gegen Celtic Glasgow, das 0:3 verloren ging, spielte Harris über die gesamte Spieldauer.
Im Januar 2015 wurde Harris bis Saisonende an den FC Dundee verliehen. Von August 2015 bis zum Saisonende wurde Harris wiederum an Queen of the South verliehen.